# Maurício de Barros
Maurício de Barros (Bauru, 1972) é um ator e roteirista brasileiro.

## Filmografia

### Televisão
| Ano  | Título                            | Personagem                  | Notas                             |
| ---- | --------------------------------- | --------------------------- | --------------------------------- |
| 2007 | Maria Esperança                   | Adolfo                      |                                   |
| 2008 | Câmera Café                       | Silvano Molia               |                                   |
| 2008 | Revelação                         | Eugênio                     |                                   |
| 2009 | Vende-se um Véu de Noiva          | Ney Rocha                   |                                   |
| 2010 | Morando Sozinho                   | Arlindo                     |                                   |
| 2012 | Família Imperial                  | Duda                        | Episódio: "Beija Mão e Beijo Gay" |
| 2013 | Contos do Edgar                   | Cícero                      | Episódio: "Berê"                  |
| 2015 | Buu: Um Chamado para a Aventura   | Jorge                       |                                   |
| 2016 | Quero Ter 1 Milhão de Amigos      | Vendedor de Cachorro Quente |                                   |
| 2017 | A Grande Viagem                   | Seu Cosme                   | Episódio: "A Presilha"            |
| 2017 | Psi                               | Afrânio                     |                                   |
| 2017 | Carcereiros                       | Kadafi                      | Episódio: "Questão de Método"     |
| 2017 | Crime Time                        | Medina                      |                                   |
| 2017 | Eu, Ela e um Milhão de Seguidores | Zé                          |                                   |
| 2018 | Rotas do Ódio                     | Edmílson Aguiar             |                                   |
| 2019 | Ninguém Tá Olhando                | Curandeiro                  | Episódio: "(dis)beliefs"          |
| 2019 | Hebe                              | Edinho                      |                                   |
| 2020 | Unidade Básica                    | Charles                     | Episódio: "Carol e Joana"         |

### Cinema
| Ano  | Título                                        | Personagem                    | Notas          |
| ---- | --------------------------------------------- | ----------------------------- | -------------- |
| 2008 | Linha de Passe                                | Toco                          |                |
| 2011 | Cine Camelô                                   | Bigode                        | Curta-metragem |
| 2015 | Superpai                                      | Cueca                         |                |
| 2016 | Mundo Cão                                     | Cintra                        |                |
| 2016 | De Onde Eu Te Vejo                            | Funcionário do estacionamento |                |
| 2018 | Além do Homem                                 |                               |                |
| 2018 | Desencanto                                    | Maurício                      | Curta-metragem |
| 2019 | Hebe: A Estrela do Brasil                     | Edinho                        |                |
| 2020 | Cidade Inerte                                 | Arnaldo Medeiros              | Curta-metragem |
| 2020 | No Gogó do Paulinho                           | Helinho Gastrite              |                |
| 2020 | Tudo Bem no Natal Que Vem                     | Osvaldinho                    |                |
| 2021 | Amarração do Amor                             | Jorge                         |                |
| 2021 | 7 Prisioneiros                                | Gilson                        |                |
| 2022 | Predestinado: Arigó e o Espírito do Dr. Fritz | Dr. Jair                      |                |
| 2023 | Barraco de Família                            | Donizete                      |                |
| 2023 | TPM! Meu Amor                                 | Cléber                        |                |

## Teatro
- 2023  – Veraneio ... Rubinho[2]
- 2017 – “Refluxo”
- 2016 – “Amor à Vista”
- 2016 – “Cais ou Da Indiferença das Embarcações”
- “O Amor e Outros Estranhos Rumores”
- “O Casamento”
- “Assombrando Júlia”
- “Vida & Obra de um Tipo à Toa”
- “Quase Lá” – “Arena Conta Danton”
- “Os Collegas”
- “Assembleia dos Bichos”
- “O Beijo no Asfalto”
- “Caiu o Ministério”[3]

## Prêmios e indicações
| Ano  | Associações                      | Categoria                     | Nomeações                              | Resultado | Ref.  |
| ---- | -------------------------------- | ----------------------------- | -------------------------------------- | --------- | ----- |
| 2006 | Prêmio Coca-Cola FEMSA de Teatro | Melhor Ator                   | Assembléia dos Bichos                  | Venceu    | [ 4 ] |
| 2011 | Amazonas Film Festival           | Melhor Ator em Curta-metragem | Cine Camelô                            | Venceu    | [ 5 ] |
| 2013 | Prêmio Shell                     | Melhor Ator                   | Cais ou da Indiferença das Embarcações | Indicado  | [ 6 ] |
| 2013 | Prêmio Aplauso Brasil            | Melhor Elenco                 | Cais ou da Indiferença das Embarcações | Indicado  | [ 7 ] |
| 2013 | Prêmio Qualidade Brasil          | Melhor Ator Teatral Drama     | Cais ou da Indiferença das Embarcações | Indicado  | [ 7 ] |
| 2018 | Prêmio APCA                      | Melhor Ator em Peça de Teatro | Pousada Refúgio                        | Venceu    | [ 8 ] |
| 2018 | Prêmio Aplauso Brasil            | Melhor Ator                   | Pousada Refúgio                        | Indicado  | [ 9 ] |